# Sagàs (kommunhuvudort)
Sagàs är en kommunhuvudort i Spanien.   Den ligger i provinsen Província de Barcelona och regionen Katalonien, i den östra delen av landet, 500 km öster om huvudstaden Madrid. Sagàs ligger 727 meter över havet och antalet invånare är 135.
Terrängen runt Sagàs är huvudsakligen kuperad, men västerut är den platt. Runt Sagàs är det glesbefolkat, med 8 invånare per kvadratkilometer. Närmaste större samhälle är Berga, 11,6 km nordväst om Sagàs. 